# Un nuevo comienzo
Un Nuevo Comienzo es el primer sencillo de la banda Runa Llena.
Esta canción apareció primero en exclusivo adelanto en una entrevista que le hicieron a Carlitos y Frank en el Vuelo del Fénix el 15 de junio de 2020, donde pusieron un fragmento de esta.
El lanzamiento oficial fue el 16 de junio en su canal de YouTube, donde se estrenó el videoclip y la canción completa.

## Lista de canciones
| N.º | Título              | Duración |  |
| 1.  | «Un Nuevo Comienzo» | 6:10     |  |

## Intérpretes
- Nacho Ruiz: Voz
- Joaquín Arellano «El Niño»: Batería
- Juan Carlos Marín «Carlitos»: Guitarra solista
- Francisco Gómez «Frank»: Guitarra rítmica
- Alex «Tørmëntor»: Bajo
- Santiago Vokram: Violín
- Eduardo Ortiz: Teclados